# Aphichot Wekarun
Aphichot Wekarun (thailändisch อภิโชติ เวกอรุณ; * 12. Februar 1997 in Yasothon), auch als F (thailändisch เอฟ) bekannt, ist ein thailändischer Fußballspieler.

## Karriere
Aphichot Wekarun erlernte das Fußballspielen in der Schulmannschaft der Suan Pa Ban Khao Cha-ang School in Chonburi. Seinen ersten Vertrag unterschrieb er 2016 beim Zweitligisten Bangkok FC in der Hauptstadt Bangkok. 2017 wechselte er zum Erstligaaufsteiger Ubon UMT United nach Ubon Ratchathani. Die Rückserie 2017 wurde er nach Songkhla zum Zweitligisten Songkhla United FC ausgeliehen. Nach dem Abstieg von Songkhla kehrte er 2018 wieder nach Ubon Ratchathani zurück. Die Saison 2019 spielte er 21 Mal für Ubon, der mittlerweile wieder in der zweiten Liga spielte und sich in Ubon United umbenannte. 2020 unterschrieb er einen Vertrag beim Drittligisten Krabi FC. Nach einem halben Jahr zog es ihn nach Uthai Thani, wo er im Juli 2021 einen Vertrag beim Zweitligisten Uthai Thani FC unterschrieb. Nach nur zwei Monaten wurde er im September 2021 bis zum Ende der Saison an den Drittligisten Ubon Kruanapat FC nach Ubon Ratchathani ausgeliehen. Mit dem Klub spielte er in der North/Eastern Region der Liga. Nach der Rückkehr nach Uthai Thani wurde sein Vertrag aufgelöst.